# Imogene - Le disavventure di una newyorkese
Imogene - Le disavventure di una newyorkese (Girl Most Likely) è un film del 2012 diretto da Shari Springer Berman e Robert Pulcini.

## Trama
Imogene, già promettente scrittrice, si è ritagliata uno spazio nel mondo dorato della cultura newyorchese. D'un tratto però viene lasciata dal fidanzato e perde il lavoro. Sentendosi crollare il terreno sotto i piedi cerca di recuperare disperatamente l'amore del fidanzato fingendo un suicidio. A soccorrerla non è però l'ormai distratto Peter ma l'amica Dara. Imogene finisce nel reparto psichiatrico dell'ospedale e, valutatone lo stato psicologico, dimessa ma con l'obbligo di restare per 72 ore sotto tutela di una persona che può prendersene cura, la madre Zelda.
Imogene torna così dopo anni ad Ocean City in quel New Jersey che aveva abbandonato per tentare fortuna in città, e da quella madre con la quale non ha mai avuto un buon rapporto. Zelda è sempre dipendente dal gioco e ora convive con un uomo più giovane che si fa chiamare George Bousch sedicente agente della CIA in incognito. In casa ci sono anche il fratello Ralph, eterno ragazzo con la sola passione per i molluschi, e Lee, un ragazzo cui Zelda ha affittato la camera della figlia.
Passati tanti anni, Imogene si sente fuori posto anche a casa sua sebbene ritrovi l'affetto del fratello e instauri un rapporto con Lee, dopo un inizio scontroso. Un primo ritorno a New York è disastroso e le fa capire come fosse finto il mondo in cui ha vissuto per anni.
La madre poi si lascia sfuggire che il padre, che lei aveva fatto credere da sempre morto, in realtà è vivo. Non solo: è uno scrittore di successo e abita a New York. Così, si reca di nuovo in città, rompe definitivamente con le false amiche e si presenta con il fratello nella lussuosa abitazione del padre. L'incontro è molto deludente e tornata a casa comprende molto di più la madre che sin qui aveva sempre condannato.
Mentre Imogene è ancora in cantina a piangere, Bousch è raggiunto in casa da un pericoloso malvivente che sequestra tutti gli altri minacciandoli di ucciderli. Imogene, indossato un buffo esoscheletro ideato e realizzato dal fratello, spunta fuori dalla cantina scagliandosi sull'aggressore e salvando tutti.
Qualche mese più tardi un'opera teatrale dal titolo Exo-life, che ripercorre le esperienze di vita vissuta di Imogene, viene rappresentata con successo a New York per la gioia di tutta la famiglia, riunita e felice.

## Produzione
Basato su una sceneggiatura di Michelle Morgan.

## Distribuzione
Il film è stato proiettato col titolo Imogene al Toronto International Film Festival nel settembre 2012, mentre nelle sale degli Stati Uniti è uscito dal 19 luglio 2013 con il titolo Girl Most Likely. in Italia, dopo essere stato presentato nel novembre 2012 al Torino Film Festival, non è passato nelle sale cinematografiche ma direttamente nei circuiti televisivi.